# Les Forces du mal
Les Forces du mal (Touching Evil) est une série télévisée américaine en treize épisodes de 42 minutes, créée par Paul Abbott et diffusée entre le 12 mars et le 14 juin 2004 sur USA Network.
En France, la série a été diffusée entre le 22 septembre et 27 octobre 2005 sur Jimmy, en Belgique sur Plug RTL, et au Québec à partir du 26 novembre 2005 sur Mystère.

## Synopsis
Après avoir reçu une balle dans la tête et avoir frôlé la mort, l'inspecteur de police David Creegan  est devenu extralucide. Recruté par une brigade spéciale du FBI, il fait équipe avec Susan Branca pour traquer les tueurs en série.

## Distribution

### Acteurs principaux
- Jeffrey Donovan (VF : David Krüger) : David Creegan
- Vera Farmiga (VF : Florence Dumortier) : Susan Branca
- Zach Grenier (VF : Denis Boileau) : Hank Enright
- Brian Markinson : Charles Bernal
- Kevin Durand : Jay Swopes

### Acteurs récurrents et invités
- Sydney Tewson : Lily Creegan (7 épisodes)
- Larissa Tewson : Samantha Creegan (7 épisodes)
- Leila Johnson (VF : Carole Gioan) : Holly Creegan (7 épisodes)
- Bradley Cooper (VF : Damien Boisseau) : Mark Rivers (6 épisodes)
- Pruitt Taylor Vince (VF : Marc Alfos) : Cyril Kemp (5 épisodes)
- Peter Wingfield : Agent Jon Krakauer (4 épisodes)

 Source et légende : version française (VF) sur RS Doublage

## Production
Cette série, produite par Bruce Willis, est inspirée d'une série télévisée britannique intitulée La Part du diable, et contrairement à cette dernière, le succès ne fut pas au rendez-vous.
Le pilote a été vu par 3,4 millions de téléspectateurs dans sa case du vendredi soir, soit un score inférieur aux séries Peacemakers, Monk et Dead Zone. Après le septième épisode, la série a été déplacée au lundi soir. Elle a été annulée le 12 août 2004.

## Épisodes
1. Le Professeur [1/2] (Pilot [1/2])
2. Le Professeur [2/2] (Pilot [2/2])
3. Pourquoi moi ? (Y Me)
4. Justine (Justine)
5. Le Bourreau (Slash 30)
6. Mémoire effacée (Memorial)
7. Les Cavaliers de l'Apocalypse (K)
8. Pour les yeux d'Émilie (Love Lies Bleeding)
9. L'Homme du matin (Attachment)
10. Père Bob (Boston)
11. Téléphoner maison (Entropy)
12. Sincères condoléances (Grief)
13. L'Ange de la mort (Mercy)